# Madman Entertainment
Madman Entertainment Pty. Ltd. est une entreprise australienne qui distribue des animes et mangas japonais en Australie et en Nouvelle-Zélande, ainsi que des longs métrages étranger. Elle est localisée à Melbourne-Est, dans l'État de Victoria en Australie.
Fondée en 1996 par Tim Anderson et Paul Wiegard, elle détient les droits locaux de One Piece, Dragon Ball Z, Neon Genesis Evangelion ou encore Akira. Elle possède également des droits sur les ventes de DVD et de films. D'après les marchés, Madman possède 97 % du marché total des DVD d'animes en Australie.

## Histoire

### Débuts
Madman Entertainment est fondé en 1996 dans le but de commercialiser des animes en Australie depuis Manga Entertainment au Royaume-Uni. Plus tard en 1997, Madman distribue des animes par ADV Films en accord avec Siren Entertainment. En 2001, Madman Entertainment obtient les droits de distribution de Siren et The AV Channel, lui permettant ainsi de distribuer ses propres titres. Madman se lance en 1996 à la base sous le rôle d'une société de distribution dans les animes. La société s'occupe de la distribution de live-action depuis ses labels Madman Films, Directors Suite, Madman Sports, Madman Laughs, Madman Television, Bollywood Masala et Eastern Eye, et de séries pour enfants depuis leurs labels Planet Mad et Mad4Kids. Madman s'occupe également de la distribution de films de cinéma depuis son label Madman Cinema. La société s'occupe de la distribution de séries originales produites par le Special Broadcasting Service d'Australie (et récemment, des titres de la WWE en Australasie, remplaçant ainsi Shock Entertainment) en DVD et Blu-ray.
Jusqu'en 2005, Madman est le distributeur d'Umbrella Entertainment. Umbrella est créé en 2001 et était situé à Kew dans l'État de Victoria,. Il est centré sur les films de genres d'horreur, de culte, d'auteur, de classiques et d'Ozploitation, ainsi que sur la restauration et la remastérisation de vieux films australiens,.

### Acquisition par Funtastic Limited
Le 1er mai 2006, Madman Group est acheté par Funtastic Limited pour 34,5 millions de dollars australiens, afin d'acquérir les droits médias sur les titres pour lesquels Funtastic détenait les droits de jouets. Les fondateurs de Madman, Tim Anderson et Paul Wiegard, ont également signé un contrat de travail lors de l'acquisition, restant au conseil d'administration de Madman. Une sélection croissante de mangas traduits par Tokyopop aux États-Unis et Chuang Yi de Singapour est importée et distribuée par Madman Entertainment. En février 2008, Madman annonce la distribution de mangas en Australie et en Nouvelle-Zélande depuis VIZ Media. Depuis, Madman distribue ses mangas depuis VIZ Media, Dark Horse Comics, Tokyopop, et Yen Press avec La Mélancolie de Haruhi Suzumiya en 2012. L'accord de distribution avec VIZ Media prend fin en avril 2016, Simon & Schuster reprend la distribution du catalogue de VIZ, et Madman Entertainment cesse la distribution de tous les titres de mangas.
En 2007, Madman passe un accord avec Cartoon Network et Adult Swim pour commercialiser leurs séries en DVD en Australie et en Nouvelle-Zélande. Madman a également programmé le programme d'animes d'Adult Swim dans les deux pays jusqu'à ce que Cartoon Network Australie & Nouvelle-Zélande annule la diffusion du programme Adult Swim le 1er janvier 2008. Madman Entertainment commercialise la série complète de MASK en deux coffrets DVD pour la première fois en Australie et en Nouvelle-Zélande. Le premier coffret est commercialisé en novembre 2006 contenant les 38 premiers épisodes, et le deuxième coffret est commercialisé en mars 2007 contenant les épisodes 39 à 65.
Durant l'édition 2008 de la Supanova Pop Culture Expo, Madman annonce qu'elle tente d'explorer de nouvelles méthodes de distribution. La société alance le Madman Screening Room, un service de streaming de vidéo à la demande d'animes, en commençant par le premier épisode de School Rumble ; celui-ci est remplacé par AnimeLab à partir de mai 2014. Madman commence également à sortir des titres de disques Blu-ray, en commençant par La Guerre des robots en juin 2009. En avril 2008, la société annonce une collaboration avec la société britannique Warp Films (en). Warp et Madman prévoient de réaliser « au moins deux films ensemble au cours des trois prochaines années, à commencer par Tyrannosaur.

### En tant qu'entreprise indépendante
Le 4 mars 2014, Funtastic Limited annonce son intention de vendre Madman Entertainment en raison de la valeur de marché de Madman étant la moitié de sa valeur comptable. Le 31 juillet 2014, les fondateurs d'origine Tim Anderson et Paul Wiegard, ainsi qu'un petit groupe d'investisseurs, rachètent Madman Entertainment pour 21 millions de dollars australiens,.
Début 2016, Madman annonce le Madman Anime Festival, une convention annuelle d'animes pour célébrer son 20e anniversaire. La convention se tient à Melbourne les 3 et 4 septembre de la même année. Après la convention inaugurale, Madman annonce son expansion à Perth et Brisbane en 2017. Depuis, la convention accueille également les tours préliminaires du Madman National Cosplay Championship à Perth et Brisbane. En avril 2017, Madman Media Group annonce qu'il avait acheté Garage Entertainment à SurfStitch Group pour « une contrepartie en espèces », acquérant Garage Entertainment Pty. Ltd. et TMG Media Pty. Ltd. ; Madman et SurfStitch acceptant de négocier un partenariat stratégique pour des services de développement de contenu et de publicité.

### Changement de propriétaire
Le 17 février 2018, le cofondateur et PDG de Madman, Tim Anderson, confirme que le 15 novembre 2017, Aniplex, filiale de Sony Music Entertainment Japan, était devenue un actionnaire minoritaire de Madman Anime Group, les activités liées aux 'anime de Madman, et avait reçu un nombre d'actions non divulgué. Le 23 mai 2018, il est révélé que les investisseurs Adrian MacKenzie, Brett Chenoweth et Charbel Nader examinaient des options pour vendre l'entreprise Madman Media ou faire appel à un autre investisseur, après que PwC Australia ait effectué un examen stratégique, Madman étant évalué à près de 50 millions dollars australiens. Le 6 février 2019, Madman Entertainment vend Madman Anime Group à Aniplex pour 35 millions de dollars australiens,.
Le 13 février 2020, il est annoncé que Madman Entertainment, le britannique Curzon Cinemas et le bénéluxois Cinéart se sont associés afin de lancer pour trois ans un fonds de développement de films à hauteur de 1,6 million de dollars américains. Le partenariat offre aux entreprises en premier des options de distribution et devrait soutenir 16 projets.

## Madman Anime Group
Madman Anime Group Pty. Ltd. est une société de distribution australienne spécialisée dans les anime et médias japonais. Fondée à l'origine en 2016 en tant que filiale à part entière de Madman Entertainment, elle est vendue à Aniplex, filiale de Sony Music Entertainment Japan en 2019 après un investissement en 2017,. La société est consolidée en 2019 sous la bannière de l'américain Funimation, appartenant à Sony Pictures Television, au côté du français Wakanim, qui appartient à Aniplex. La société gère les licences et la distribution d'animes, ainsi que la vidéo à la demande via son service AnimeLab, et héberge les conventions du Madman Anime Festival.
À la fin de 2018, Madman confirme avoir conclu un accord de distribution avec Funimation, Madman devenant les distributeurs locaux pour certains titres de Funimation en Australie et en Nouvelle-Zélande, et Funimation gérant les licences et l'adaptation locale des titres,.
Le 24 septembre 2019, Sony Pictures Television et Aniplex annoncent la consolidation de leurs activités internationales de diffusion en streaming d'animes sous une nouvelle coentreprise comprenant Funimation, Madman Anime Group et Wakanim ; Funimation acquérant et distribuant des titres pour FunimationNow, Wakanim et Madman Anime. Cette consolidation a également réorganisé AnimeLab en tant que filiale directe de Funimation. Le premier titre de cette fusion, Fate/Grand Order Absolute Demonic Front: Babylonia, bénéficie d'une exclusivité de 30 jours sur FunimationNow, AnimeLab et Wakanim, et accorde à Funimation les droits exclusifs sur le doublage anglais de la série pendant un an.

### AnimeLab
AnimeLab est un service de vidéo à la demande spécialisé dans le streaming et le simulcast de séries d'animation japonaises pour les marchés australien et néo-zélandais. AnimeLab est d'abord lancé en version bêta le 28 mai 2014 en tant que skunkworks project (en) de Madman Entertainment avec 50 séries et 700 épisodes, et remplace le Madman Screening Room. Pendant sa version bêta, AnimeLab diffuse ses séries gratuitement sans publicité. Diffusant à l'origine en streaming des titres exclusivement du catalogue de Madman, le distributeur Siren Visual annonce qu'il sortirait des titres sur AnimeLab le 4 septembre 2014, à commencer par Hataraku maō-sama!. AnimeLab a également diffusé en simulcast Fate/stay night: Unlimited Blade Works, malgré le fait que Hanabee ait acquis la licence de distribution de la série.
Le 26 mai 2015, AnimeLab annonce que le site web est sorti de sa version bêta et a introduit un abonnement payant, aux côtés d'un service gratuit avec de la publicité. En août 2016, AnimeLab lance AnimeLab on-Air, une case horaire d'animes diffusée à l'origine le vendredi soir sur C31 Melbourne (en) et C44 Adelaide (en). Le bloc est ensuite passé à lundi soir.
Le 25 août 2017, AnimeLab annonce commencer à diffuser certains anciens titres d'Adult Swim. Au Madman Anime Festival Melbourne 2018, AnimeLab annonce avoir atteint un million d'utilisateurs. AnimeLab annonce également une collaboration avec la Croix-Rouge australienne pour promouvoir les dons de sang en Australie avec la diffusion simultanée de Les Brigades immunitaires.
Le 24 janvier 2020, Funimation annonce qu'elle arrêterait les services de FunimationNow en Australie et en Nouvelle-Zélande à partir du 30 mars 2020, en rassemblant tout le catalogue de Funimation pour ces régions sur AnimeLab.

## DocPlay
DocPlay est un service de streaming de vidéo à la demande dédié aux documentaires. Le service est lancé par Madman Entertainment le 1er décembre 2016 en tant que service sur abonnement uniquement, et comprenait 130 titres documentaires, dont 20 titres australiens.
Le 29 novembre 2016, il est annoncé que Madman Entertainment était le bénéficiaire du programme de financement d'entreprise de Screen Australia, Madman lançant DocPlay pour permettre un modèle de partage des revenus pour les réalisateurs de documentaires sur la plateforme. Le financement permet également à DocPlay d'acquérir et de diffuser des documentaires australiens sur le service. DocPlay conclut par la suite un accord de contenu avec ABC Commercial pour étendre le contenu de DocPlay en ajoutant 180 heures de contenu factuel de la bibliothèque d'ABC au service. L'accord comprenait du contenu produit localement, ainsi que du contenu néo-zélandais et britannique.

## Filmographie sélective
- 2009 : L'Armée du Crime de Robert Guédiguian
- 2011 : Ma part du gâteau de Cédric Klapisch
- 2014 : La French de Cédric Jimenez
- 2014 : L'Homme qu'on aimait trop d'André Téchiné
- 2015 : Le Tout nouveau Testament de Jaco Van Dormael